# Zone de conservation du paysage de Møsvasstangen
La zone de conservation du paysage de Møsvasstangen est une aire protégée située dans la commune de Vinje, Telemark. La zone a le statut de site Ramsar depuis 1996 en raison de son importance pour les oiseaux migrateurs.
La zone est protégée depuis 1989 afin de conserver  des paysages naturels intéressants et peu modifiés par l'Homme. Cette zone contient des marais, de nombreux oiseaux et un patrimoine culturel constitué de bas fourneaux. 
La zone de conservation est relativement grande, elle inclut une vaste zone relativement intacte de marais, une zone de forêt, et dans une moindre mesure des étendues d'eau. Il y existe différents types de marais. La flore est variée, les espèces communes sont entre autres bouleau, nard raide, laîche en ampoules  et prêle des eaux. Parmi les oiseaux on trouve le plongeon arctique, la grue cendrée, la bécassine des marais, le chevalier sylvain et le phalarope à bec étroit.
Cette zone borde celle de zone de conservation du paysage de Møsvatn Austfjell, située dans la commune de Tinn.